# Punto bianco/Non cade il mondo
Punto bianco/Non cade il mondo è il 12° singolo de I Camaleonti, pubblicato in Italia nel 1968.

## Tracce
Lato A
1. Punto bianco (Claudio Cavallaro, Domenico Umberto Seren Gay, Francesco Specchia, Luigi Menegazzi)

Lato B
1. Non cade il mondo (Luigi Menegazzi, Domenico Umberto Seren Gay, Alfonso Corsini, Barimar)